# بارتون (فيرمونت)
بارتون (بالإنجليزية: Barton, Vermont)‏ هي بلدة تقع في مقاطعة أورليانز (فيرمونت) بولاية فيرمونت في الولايات المتحدة. تأسست عام 1789، تبلغ مساحتها 116.3 (كم²)، وترتفع عن سطح البحر 353 م، بلغ عدد سكانها 2780 نسمة في عام 2000 حسب إحصاء مكتب تعداد الولايات المتحدة وتصل الكثافة السكانية فيها 24.6 نسمة/كم2.

## أعلام
- فرنسيس دبليو. ناي
- هنري إم ليلاند
- بادي جونز

## وصلات خارجية
- The US50 - Cities and Towns in Vermont State
- Vermont Cities and Towns, Facts, Map, Flag, Colleges, Government, and More